# Тај По
Тај По (大埔) град је у Кини у региону Хонгконг. Према процени из 2009. у граду је живело 362.926 становника.

## Становништво
Према процени, у граду је 2009. живело 362.926 становника.
| 1990.   | 2000.   | 2009    |
| ------- | ------- | ------- |
| 202.117 | 310.879 | 362.926 |